# Aschafemburgo
Aschafemburgo (em alemão: Aschaffenburg) é uma cidade independente (kreisfreie Stadt) na Alemanha, na região administrativa da Baixa Francónia do estado da Baviera. Depois de Würzburg, é a segunda maior cidade deste Regierungsbezirk. Aschafemburgo é um centro importante da região geográfica e histórica Francônia.
Aschafemburgo situa-se numa parte elevada da margem direita do rio Main. A primeira menção atestada da cidade data de 957. Na Idade Média a cidade tornou-se a segunda sede de bispos depois de Mainz.
A maior atração turística da cidade é o Schloss Johannisburg, que se situa na cidade velha. Este castelo de arenito foi habitado até 1803 pelos príncipes-eleitores e Arcebispos-eleitores de Mainz.
O museu foi reaberto em 1994, pois foi feita uma série de restaurações por causa dos estragos causados pela Segunda Guerra Mundial

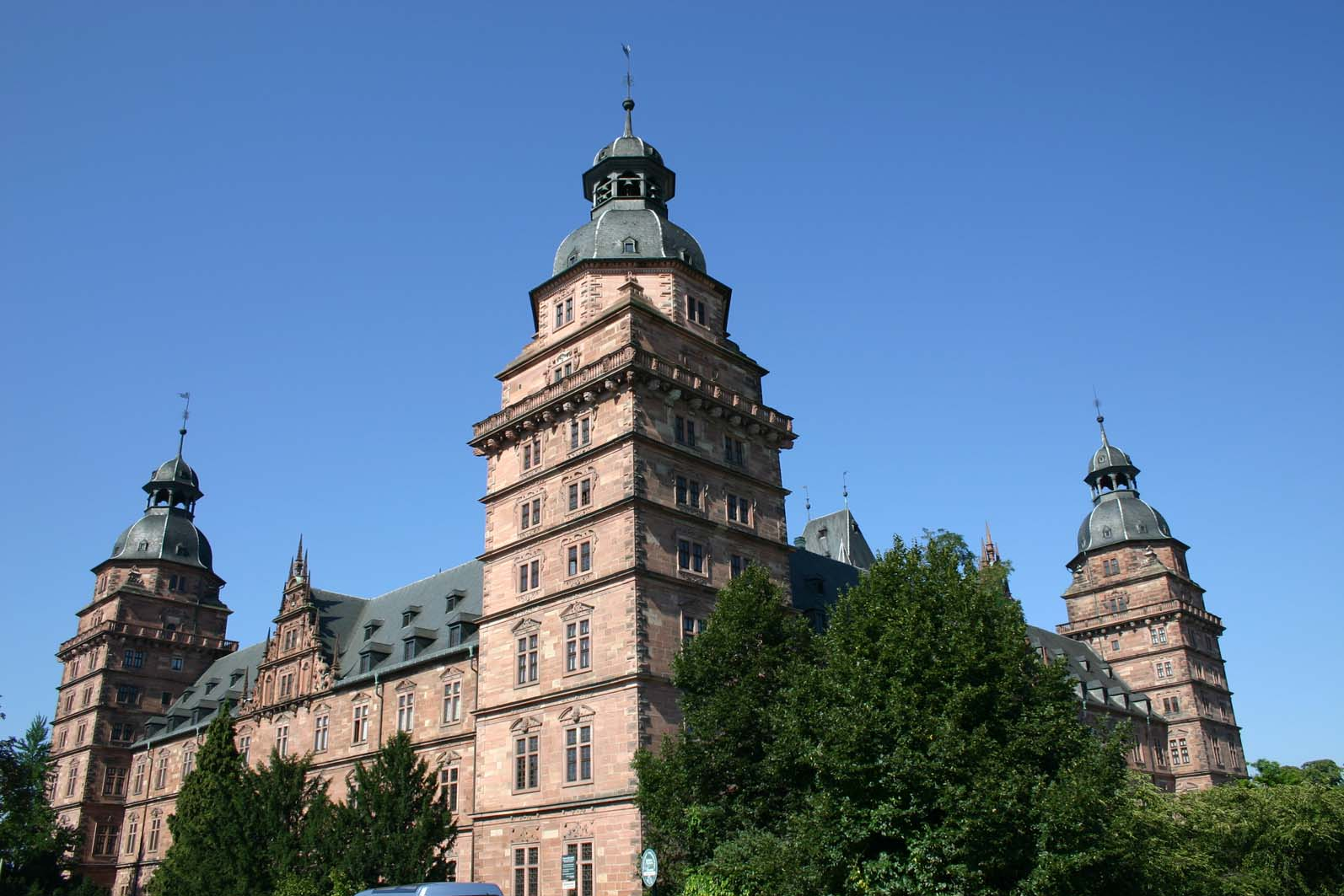
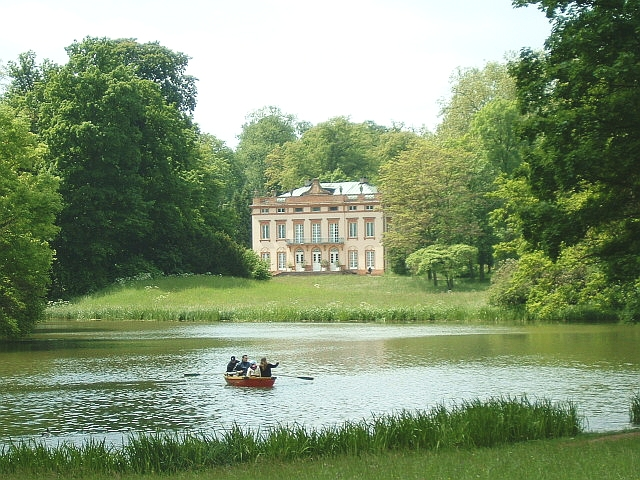